# Yvan Blot
Yvan Blot (ur. 29 czerwca 1948 w Saint-Mandé, zm. 10 października 2018) – francuski polityk, urzędnik państwowy, publicysta i nauczyciel akademicki, jeden z teoretyków Nowej Prawicy, deputowany do Zgromadzenia Narodowego, eurodeputowany III i IV kadencji.

## Życiorys
Z wykształcenia ekonomista. Kształcił się następnie w Instytucie Nauk Politycznych w Paryżu oraz w École nationale d’administration. Pracował na jednym z paryskich uniwersytetów, a także w administracji państwowej, uzyskując wyższą rangę urzędniczą radcy generalnego. Był m.in. członkiem gabinetu politycznego przewodniczącego Senatu Alaina Pohera i dyrektorem gabinetów dwóch kolejnych sekretarzy generalnych Zgromadzenia na rzecz Republiki. Był również urzędnikiem w resorcie spraw wewnętrznych.
Pod koniec lat 60. związał się z think tankiem GRECE i ruchem politycznym tzw. Nowej Prawicy. Pod pseudonimem Michel Norey publikował w związanych z tym nurtem periodykach „Élements” i „Nouvelle école”. W 1974 był współzałożycielem konserwatywnego stowarzyszenia Club de l'Horloge. Działał w gaullistowskim Zgromadzeniu na rzecz Republiki, od 1979 wchodził w skład jego władz centralnych. Od 1985 do 1992 był radnym departamentu Pas-de-Calais. W latach 1986–1988 sprawował mandat deputowanego do Zgromadzenia Narodowego.
W 1989 przeszedł do Frontu Narodowego. Z jego ramienia w tym samym roku i w 1994 wybierany na europosła III i IV kadencji. W PE zasiadał do 1999, pracując m.in. w Komisji ds. Instytucjonalnych. W latach 90. wybierany nadto do rady regionalnej Alzacji. W 1998 poparł Bruno Mégreta i odszedł do tworzonego przez niego Narodowego Ruchu Republikańskiego, jednak wkrótce powrócił do FN.
W 2000 zrezygnował z działalności partyjnej w FN, powracając do pracy urzędniczej. W 2013 przeszedł na emeryturę. Zajął się również działalnością akademicką jako wykładowca uczelni m.in. w Rennes i Nicei. W 2004 z poparciem Nicolasa Sarkozy’ego uzyskał członkostwo w Unii na rzecz Ruchu Ludowego. W 2012 kandydował do Zgromadzenia Narodowego jako niezależny w jednym z paryskich okręgów, uzyskując marginalne poparcie.
Był autorem kilkunastu publikacji książkowych z zakresu nauk politycznych i filozofii.